# Ginestra (Potenza)
Ginestra  (albanès Zhura) és un municipi italià, dins de la província de Potenza. L'any 2006 tenia 718 habitants. És un dels municipis on viu la comunitat Arbëreshë. Limita amb els municipis de Barile, Forenza, Maschito, Ripacandida, Venosa.

## Administració
| Període | Identitat       | Partit        |
| ------- | --------------- | ------------- |
| 2006-   | Fabrizio Caputo | Llista cívica |